# Rebuild of Evangelion
A Rebuild of Evangelion, amelyet Japánban Evangelion: New Theatrical Edition (エヴァンゲリオン新劇場版; Hepburn: Evangerion Shin Gekijōban)  néven ismertek, egy japán animációs filmsorozat, és az eredeti Neon Genesis Evangelion animációs televíziós sorozat újramesélése, amelyet a Studio Khara készített. Anno Hideaki volt a projekt írója és vezérigazgatója, Curumaki Kazuja és Maszajuki pedig a filmeket rendezték. Szadamoto Josijuki, Jamasita Ikuto és Szagiszu Siró visszatértek, hogy karaktertervezést, mechanikai dizájnt és zenét készítsenek.
A film-tetralógia 3D CG animációt használ, új jeleneteket, beállításokat és karaktereket adva, egy teljesen új lezárással a negyedik filmben. A sorozat másik kijelentett szándéka az, hogy a nem-rajongók számára jobban hozzáférhetőbbé váljon, mint az eredeti TV-sorozat és a filmek.
Az otthonmaradást ösztönözve, a három eddig kiadott filmet ingyenesen meg lehet tekinteni a hivatalos EVA-EXTRA alkalmazásban és limitált ideig meg lehetett tekinteni a Studio Khara hivatalos YouTube-csatornáján.

## A filmek
| Epizód | Megjelenés dátuma   | Megjelenés dátuma  | Játékidő                             | Eladási adatok                 | Eladási adatok | Eladási adatok |
| Epizód | Japán               | Észak-Amerika      | Játékidő                             | Japán                          | Tengerentúl    |                |
| --- | ------------------- | ------------------ | ------------------------------------ | ------------------------------ | -------------- | -------------- |
| Evangelion: 1.0 You Are (Not) Alone. (ヱヴァンゲリヲン新劇場版: 序; Hepburn: Evangerion Shin Gekijōban: Jo)   | 2007. szeptember 1. | 2009. november 17. | 98 perc (mozis) 101 perc (vágatlan)  | ¥2,000,000,000                 | $811,824       |                |
| Evangelion: 2.0 You Can (Not) Advance. (ヱヴァンゲリヲン新劇場版: 破; Hepburn: Evangerion Shin Gekijōban: Ha) | 2009. június 27.    | 2011. március 29.  | 108 perc (mozis) 112 perc (vágatlan) | ¥4,000,000,000                 | $858,409       |                |
| Evangelion: 3.0 You Can (Not) Redo. (ヱヴァンゲリヲン新劇場版: Q; Hepburn: Evangerion Shin Gekijōban: Kyū)    | 2012. november 17.  | 2016. február 2.   | 96 perc                              | ¥5,300,000,000                 | $802,620       |                |
| Evangelion: 3.0+1.0 Thrice Upon a Time. (シン・エヴァンゲリオン劇場版: 𝄇)                                     | TBA                 | TBA                | TBA                                  | —                              | —              |                |
| Regionális összes                                                                                             |                     |                    | 302 perc (mozis) 309 perc (vágatlan) | ¥11,300,000,000 ($141,621,757) | $2 472 853     |                |
| Világszerte összes                                                                                            |                     |                    |                                      | $144,094,610                   | $144,094,610   |                |

A jo-ha-kyū , amely nagyjából megfelel a "kezdet", "közép" és "vég" szónak, a klasszikus gagaku zenéből származik, és a legismertebb egy nó-játék cselekedeteinek leírására.
A hagyományos osztályozás helyett a produkciós csapat úgy döntött, hogy a kyū a római Q betűvel reprezentálja a "gyorsulás"-t (quickening). A harmadik film premierjével bejelentették, hogy a végső filmben a "Tétel vége" néven ismert zenei szimbólum lesz ( 𝄂 vagy | | ). Az Anime News Network által közzétett cikk szerint ez valójában a vég ismétlődés jele ( 𝄇 vagy   : | | ). Ennek a szimbólumnak a tervezett japán kiejtése nincs meghatározva.
A film címe, szemben az Evangelion (エヴァンゲリオン; Hepburn: Evangerion)  normál katakana helyesírásában lecseréli az e (エ)  és o (オ) karaktereit a régies ve (ヱ; Hepburn: we)  karakterével, illetve a ritkán használt vo (ヲ; Hepburn: wo) katakana karakterrel.
A változás tisztán stilisztikus, mivel a kiejtés nem változik, és az "Evangelion" latin nyelvű helyesírása minden változatlan marad. A végső film visszatér az eredeti katakana helyesíráshoz, de hozzáadja a Sin (シン) szót a címhez; mivel katakana karakter és nem kandzsi, a sin szó  jelentése többet is jelenthet: Lefordítható akárcsak "újnak" (新, Sin), vagy "igaznak" (真, Sin),vagy akár egészen másnak. Ahogy az eredeti sorozat epizódcímeivel történt, minden filmnek eredeti japán címe van és külön angol nemzetközi címe van, amelyet maga a japán stúdió választott ki.

## Gyártás
Anno kezdetben 2002 őszén kezdte meg a Rebuild filmek munkáját, majdnem hat hónapot fordított előkészítésre, majd más projektek (például Cutie Honey, a Re: Cutie Honey OVA, és még néhány filmszerep is) késleltette. Ez magában foglalta a teljes eredeti sorozat többszöri újranézését. A Newtype 2006. decemberi számában Anno kijelentette, hogy örül, hogy végre újra létrehozta Evát, „ahogy eredetileg is akarta, hogy milyen legyen”, és hogy őt már nem korlátozzák a technológiai és költségvetési korlátok.
A Rebuild filmek megjelenési ütemezése számos késést tapasztalt: az első film az eredeti nyári megjelenési időpontjától 2007 őszére tolódott el, a második film megjelenési ideje pedig 2008-ról 2009 nyárra váltott. A harmadik filmet, amelyet eredetileg az Evangelion: Final néven, 2008 nyarán jelentettek be, 2012 őszén jelent meg.
2012-ben az utolsó filmet röviden felsorolták a Khara weboldalán egy 2013. évi kiadás céljából. Később, a Famicú 2013. augusztusában megjelenő kiadásában bejelentették, hogy 2015. tele körül adják ki. Anno 2014 októberében bejelentette, hogy egyéb kötelezettségvállalások miatt  amelyekről később kiderült, hogy Godzilla Resurgence-ben való részvétele, a filmet tovább halasztják egy ismeretlen időpontra annak ellenére, hogy a korábbi megjelenési dátum visszhangzott a januárban. A Heti Bunshun 2015. évi kiadásában.
A televíziós sorozatokkal ellentétben a Matisse Pro EB betűtípust használják a filmek japán és angol szövegekre, a Neue Helvetica, Futura és Eurostile betűtípussal karöltve, amit szintén az a angol szövegeknél használtak. 2016 november 11-én, a Fontworks eladott a Matisse EB TrueType betűtípusból egy típuscsaládot, amely magában foglalja a televíziós sorozat és a Rebuld of Evangelion által használt változatokat is.

## Fordítás
Ez a szócikk részben vagy egészben  a   Rebuild of Evangelion című angol Wikipédia-szócikk ezen változatának fordításán alapul.  Az eredeti cikk szerkesztőit annak laptörténete sorolja fel. Ez a jelzés csupán a megfogalmazás eredetét és a szerzői jogokat jelzi, nem szolgál a cikkben szereplő információk forrásmegjelöléseként.